# IC 4630
IC 4630 ist eine linsenförmige Galaxie vom Hubble-Typ S0-a im Sternbild Herkules am Nordsternhimmel. Sie ist schätzungsweise 470 Millionen Lichtjahre von der Milchstraße entfernt.
Das Objekt wurde am 27. Juli 1903 von Stéphane Javelle entdeckt.